# Visokoentropijska zlitina
Visokoentropijske zlitine so kovinske zlitine najmanj petih kemijskih elementov, ki so v spojini prisotni z od 5 do 35 odstotnim atomskim deležem. S tem se močno razlikujejo od sestave večine tradicionalno uporabljenih kovinskih zlitin, katerim so dodatni elementi dodani le v manjših koncentracijah. Do nedavnega je v metalurški stroki veljalo prepričanje, da bodo zlitine, sestavljene iz več glavnih elementov, tvorile zapletene strukture. Njihova analiza in proizvodnja naj bi bili težavni, zato je bilo zanimanje za take zlitine minimalno. Izkazalo pa se je ravno nasprotno, saj so zlitine iz več elementov v podobnih atomskih deležih tvorile trdno raztopino s preprosto kristalno strukturo. Leta 1995 je Jien-Wei Yeh predlagal, da je ključni vzrok za to njihova velika vrednost mešalne entropije. To je bilo tudi eksperimentalno potrjeno, zato so take spojine dobile ime visokoentropijske spojine oz. HEA-ji (angleško High-Entropy Alloys).
Teoretično lahko visokoentropijske spojine tvorijo veliko faznih stanj, vendar pa jih je zaradi visokoentropijskega učinka realiziranih precej manj. Ta učinek namreč favorizira nastanek trdnih raztopin v obliki kristalnih struktur s ploskovno centrirano kubično osnovno celico oz. FCC-strukturo (ang. Face-Centered Cubic structure), telesno centrirano kubično osnovno celico oz. BCC-strukturo (ang. Body-Centered Cubic structure) in heksagonalno osnovno celico oz. HCP-strukturo (ang. Hexagonal Closed-Packed structure).

## Zgodovina
Visokoentropijske spojine spadajo v področje fizike trdne snovi, ki je še dokaj neraziskano in za katerega se je raziskovalna sfera začela zanimati šele pred nedavnim. Visokoentropijske spojine so spojine več elementov (od 5 do 13) v približno ekvimolarnih razmerjih. Metalurg Franz Carl Achard je že leta 1788 objavil rezultate svojih dolgoletnih eksperimentov, s katerimi je ustvaril čez 900 zlitin iz kombinacije enajstih elementov (Fe, Cu, Sn, Pb, Zn, Bi, Sb, As, Ag, Co in Pt), ki so vsebovale največ sedem elementov v enakih masnih razmerjih. Pri tem je ugotovil, da so lastnosti več-elementarnih spojin precej drugačne od lastnosti posameznih elementarnih kovin. Rezultati teh eksperimentov so bili v metalurški stroki popolnoma spregledani. Šele stoletje kasneje se je v sedemdesetih letih 19. stoletja nad idejo multi-elementarnih spojin navdušil Brian Cantor, ki pa za idejo ni dobil finančne podpore. Tako je prišlo do prvih dveh neodvisnih objav člankov o visokoentropijskih spojinah šele čez približno 20 let, leta 2004, pod katerima so podpisani S. Ranganathan in J. W. Yeh s sodelavci ter B. Cantor in A. Vincent s sodelavci. Od takrat se zanimanje za področje visokoentropijskih spojin samo še povečuje, kar vodi v vedno nova odkritja o njihovih edinstvenih lastnostih, ki so zanimive tako za bazične raziskave kot za tehnološke aplikacije.